# Hydroptila fiskei
Hydroptila fiskei är en nattsländeart som beskrevs av Blickle 1963. Hydroptila fiskei ingår i släktet Hydroptila och familjen smånattsländor. Inga underarter finns listade i Catalogue of Life.